# Андерсонова веверица
Андерсонова веверица (лат. Callosciurus quinquestriatus, енгл. Anderson's squirrel) је сисар из реда глодара (Rodentia) и породице веверица (Sciuridae).

## Распрострањење
Ареал врсте је ограничен на две државе. Кина и Бурма су једина позната природна станишта врсте.

## Станиште
Станишта врсте су шуме и планине.

## Угроженост
Ова врста је на нижем степену опасности од изумирања, и сматра се скоро угроженим таксоном.